# Municipio de Sheridan (condado de Huron)
El municipio de Sheridan (en inglés: Sheridan Township) es un municipio ubicado en el condado de Huron en el estado estadounidense de Míchigan. En el año 2010 tenía una población de 712 habitantes y una densidad poblacional de 7,6 personas por km².

## Geografía
El municipio de Sheridan se encuentra ubicado en las coordenadas 43°43′44″N 83°4′2″O / 43.72889, -83.06722. Según la Oficina del Censo de los Estados Unidos, el municipio tiene una superficie total de 93.63 km², de la cual 93,61 km² corresponden a tierra firme y (0,02 %) 0,02 km² es agua.

## Demografía
Según el censo de 2010, había 712 personas residiendo en el municipio de Sheridan. La densidad de población era de 7,6 hab./km². De los 712 habitantes, el municipio de Sheridan estaba compuesto por el 98,6 % blancos, el 0,42 % eran asiáticos, el 0,42 % eran de otras razas y el 0,56 % eran de una mezcla de razas. Del total de la población el 2,53 % eran hispanos o latinos de cualquier raza.